# Báthori István (országbíró, ?–1444)
Ecsedi Báthori István (? – Várna, 1444), országbíró, a várnai csatában esett el, mint királyi zászlótartó.

## Élete
Ecsedi Bátori János
és szántói Pető Katalin fiaként született, 5 fiú- (Bertalan, Benedek, Mihály, János, Tamás)
és 4 lánytestvéréről – Potenciána, Zsuzsanna, Katalin és egy ismeretlen nevű – tudunk. 
A történeti forrásokban 1393-ban tűnik fel először.
1410-ben még jelentéktelen vidéki nemesnek számít, de később a Sárkány-rend tagja lett.
1417 előtt Zsigmond adománylevele szerint járt Franciaországban, Németországban, Lombardiában és Angliában. Ekkor még alacsony sorban élő nemes volt, de a király specialis familiarisaként a király közvetlen környezetéhez tartozott. Valószínűleg ebben az időben végig Zsigmond mellett volt annak útjai során. Diplomáciai ügyekben Zsigmond szolgálatára volt németalföldi ügyekben, amikor a gelderni herceggel és a holland–hainaut-i grófokkal folytatott tárgyalásokon vett részt. 1416-ban elkísérte Zsigmondot Angliába, a canterburyi szövetség megkötésére, és utána vett részt az őt támogató Wittelsbach Vilmos bajor herceggel folytatott tárgyalásokon. A méltóságnévsorokban 1419. február 8-tól szerepel.
1419-1431-ig asztalnokmester, 1435 márciusától 1440 májusáig országbíró volt, amikor Albert király halála után Erzsébet királyné leváltotta.
Ekkor szatmári főispán.
I. Ulászló híve lett, 1442-től országnagy volt. A várnai csatában esett el, mint királyi zászlótartó.

## Családja
Három felesége közül az első Tarkói Margit  – más forrás szerint a Somosi családból származott a második Butkai Borbála volt. István, a későbbi országbíró és erdélyi vajda, a kenyérmezei csata parancsnoka első  vagy második feleségétől született. Harmadszorra Kistapolcsai Orsolyát vette feleségül. Összesen 6 fia (András, István, Péter, Pál, László, Miklós)  és 3 lánya (Margit, Szilágyi Mihály kormányzó felesége, Erzsébet és Katalin) volt.
Testvérei közül Benedek kb. 26, Mihály 17, János 25, Bertalan 35 évesen halt meg. Utódaik nem voltak. 